# キューピット (アイドルグループ)
キューピットは、1978年にデビューしたトータルプロ所属の双子女性アイドルデュオ。

## メンバー
プロフィールは、デビューシングル「愛のデュエット」に掲載。また、双子のためプロフィールは同じとなっている。
エミ（本名：泉山 恵美子） 左側
ユミ（本名：泉山 由美子） 右側
- 1961年7月4日生まれ。
- 静岡県三島市出身。
- 身長164cm、体重48kg。
- 趣味は、ダンスと詩を書くこと。
- 目標は、同じ双子女性デュオのザ・ピーナッツ。

## 来歴
前年1977年に、同じトータルプロからデビューしたアイドルデュオのキャッツ★アイが解散となったため、急遽デビューする形となった。
デビュー曲「愛のデュエット」は、ジョン・トラボルタとオリビア・ニュートン＝ジョンによるデュエット曲「You're The One That I Want」の日本語カバー。2ndシングル「テレパシーLOVE」は、味の素から発売された炭酸キャンディー「テレパッチ」のCMソングに使用された。

## ディスコグラフィ

### シングル
- 全てユニオンレコードからリリース。

| # | 発売日          | A/B面 | タイトル                     | 作詞         | 作曲        | 編曲     | 規格品番 |
| - | --------------- | ----- | ---------------------------- | ------------ | ----------- | -------- | -------- |
| 1 | 1978年 9月25日  | A面   | 愛のデュエット               | 中里綴       | John Farrar | エジソン | UC-71    |
| 1 | 1978年 9月25日  | B面   | スーパー・ウーマン           | 伊藤アキラ   | 筒美京平    | 萩田光雄 | UC-71    |
| 2 | 1978年 12月20日 | A面   | テレパシーLOVE               | 荒木とよひさ | 萩田光雄    | 萩田光雄 | UC-77    |
| 2 | 1978年 12月20日 | B面   | あんちきしょうめ             | 荒木とよひさ | 萩田光雄    | 萩田光雄 | UC-77    |
| 3 | 1979年 4月25日  | A面   | 地下鉄ファンタジア           | 伊藤アキラ   | 萩田光雄    | 萩田光雄 | UC-82    |
| 3 | 1979年 4月25日  | B面   | ウェディングベルが二度鳴った | 伊藤アキラ   | 萩田光雄    | 萩田光雄 | UC-82    |
| 4 | 1979年 7月25日  | A面   | LOVE BEAT 3-3-7              | 橋本淳       | 萩田光雄    | 萩田光雄 | UC-84    |
| 4 | 1979年 7月25日  | B面   | 追いかけて……                 | 麻生香太郎   | 本多純      | 大谷和夫 | UC-84    |
| 5 | 1979年 11月25日 | A面   | 横浜レイン                   | 伊藤アキラ   | 萩田光雄    | 萩田光雄 | UC-96    |
| 5 | 1979年 11月25日 | B面   | ウインター・サンバ           | 伊藤アキラ   | 萩田光雄    | 萩田光雄 | UC-96    |

### アルバム

#### ベスト・アルバム
1. キャッツ★アイVSキューピット コンプリート・コレクション（2003年9月25日／TECN-25931）

## 出演

### テレビ番組
- ハッスル夫婦（TBS） - アシスタント
- 連想ゲーム（NHK総合） - 同上

### CM
- 牛乳石鹸共進社（スキンライフ）
- 旭化成（レオナ66）